# إيخت- سوسترين
إيخت- سوسترين Echt-Susteren  مدينة وبلدية بمقاطعة ليمبورخ، هولندا.

## طوبوغرافيا
خريطة طوبوغرافية هولندية لبلدية إيخت- سوسترين، يونيو 2015، (تقرأ بعد ثلاث نقرات على الخريطة)

## توأمة
لإيخت- سوسترين اتفاقيات توأمة مع:
- فغبرغ

## أعلام
- آري دن هارتوغ
- جان شرودر